# Nesoperla patricki
Nesoperla patricki är en bäcksländeart som beskrevs av Mclellan 2003. Nesoperla patricki ingår i släktet Nesoperla och familjen Gripopterygidae. Inga underarter finns listade i Catalogue of Life.